# Красивые котлетки
«Красивые котлетки» (англ. Patty Hype) — 25-я серия американского мультсериала «Губка Боб Квадратные Штаны». Данный эпизод был создан в 2000 году и показан 17 февраля 2001 года на телеканале «Nickelodeon» в США, а в России — 6 июля 2002 года.

## Сюжет
«Красти Краб», проведя без клиентов 36 дней, наполняется пылью и паутиной. Истощённая рыба ползёт к ресторану, утверждая, что он не ел три дня. Убедившись, что парень может заплатить, мистер Крабс попросил Губку Боба принести ему поесть. Однако рыба отказывается, говоря, что в ресторане нет рекламы, и поэтому возобновляет свои поиски пищи, воды и атмосферы. Крабс настраивается скептически, но затем подслушивает разговор Тома и Фреда о говорящей собаке в «Shell Shack» и понимает, что ему нужен трюк, чтобы привлечь клиентов. Губка Боб пытается поделиться своей идеей, но мистер Крабс решает вместо этого похоронить себя заживо, что легко привлекает толпу. Однако, когда до них доходит весть о пении говорящей собаки из «Shell Shack», они быстро уходят.
Губка Боб по-прежнему игнорируется мистером Крабсом, который отчаянно напрягает свой мозг в поисках ответа. Вскоре, завладев его вниманием, Губка Боб показывает ему зелёный бургер. Мистер Крабс с отвращением думает, что он испорчен, и пытается испепелить его. Затем Губка Боб переубеждает его и показывает «красивые котлетки» — крабсбургеры, окрашенные в «шесть дизайнерских цветов». Однако мистер Крабс и Сквидвард лишь смеются над этой идеей, высмеивая Губку Боба другими нелепыми новинками, такими как молочные коктейли с блёстками и картофелем фри и бабочкой. Глубоко задетый, Губка Боб бросает свою работу повара и клянётся открыть свой собственный ресторан и доказать им, что они ошибаются, заставляя их смеяться ещё больше. По дороге домой Боб встречает сердитого Патрика, и тот говорит ему, что злой оттого, что он не может увидеть свой лоб. В ответ Боб рассказывает Патрику идею открыть ресторан «красивых котлеток», и с помощью Патрика Губка Боб устанавливает пару стендов перед своим домом, но при отсутствии клиентов начинает задумываться о неудачном бизнесе. Он пытается подарить прохожему «красивую котлетку», а тот смеётся над её зелёным цветом. В это время Губка Боб собирается сдаться, но парень замечает бургер в фиолетовом цвете, его любимом цвете, и провозглашает, что «красивые котлетки» — лучшая в мире идея.
Вскоре новость о стремительно растущих продажах «красивых котлеток» доходит до мистера Крабса в захудалом «Красти Крабе». Тысячи покупателей окружают стенд, требуя своей очереди. Мистер Крабс отмечает, что у него никогда раньше не было очереди, а тем более 46 853 клиентов. Пробравшись сквозь толпу, мистер Крабс поздравляет Губку Боба с его успехом. Гордясь тем, чего он достиг, Губка Боб признаётся, что скучает по своим дням в «Красти Крабе». Увидев такую возможность, мистер Крабс уговаривает Губку Боба отдать ему права на его продажу «красивых котлеток» в обмен на ключ от ресторана. Совершенно очарованный своей удачей, Губка Боб начинает шумно гулять внутри и снаружи ресторана.
На следующий день, когда мистер Крабс готовился продолжить получать деньги, все клиенты прибывают сердитыми, требуя возврата денег и жалуясь на то, что от «красивых котлеток» был неприятный побочный эффект — изменение цвета определённой части тела клиента на цвет бургера. Рыба, демонстрирующая светящийся в темноте язык, заявляет, что все клиенты хотят вернуть свои деньги, но под покровом темноты мистер Крабс убегает. Клиенты образуют разъярённую толпу и начинают преследовать Крабса. Он бежит к «Красти Крабу» и пытается отпереть дверь, но вспоминает, что отдал свой ключ Губке Бобу (который занят звуком своих любимых скрипучих солёных огурцов), и продолжает преследоваться, а Боб в это время не обращает на это никакого внимания.

## Роли
- Том Кенни — Губка Боб, шотландец
- Билл Фагербакки — Патрик Стар, Натиэль
- Роджер Бампасс — Сквидвард, амёба Рик
- Клэнси Браун — мистер Крабс
- Мистер Лоуренс — Лобстер Ларри, Гарольд, Джонни — Рыбья голова
- Ди Брэдли Бейкер — Фрэнк (красный), посетитель в очереди, Билл
- Сирена Ирвин — Франко, жена Рика
- Карлос Алазраки — Фред
- Джилл Тэлли — девушки

### Роли дублировали
- Сергей Балабанов — Губка Боб
- Юрий Маляров — Патрик Стар, Фред (часть серии), шотландец, Натиэль
- Иван Агапов — Сквидвард
- Александр Хотченков — мистер Крабс
- Юрий Меншагин — Лобстер Ларри, Фрэнк (красный), Гарольд, Билл
- Вячеслав Баранов — Том, Фред (часть серии), посетитель в очереди, Джонни — Рыбья голова, амёба Рик
- Нина Тобилевич — Франко, девушки
- Лариса Некипелова — жена Рика

## Производство
Серия «Красивые котлетки» была написана Джеем Лендером, Уильямом Рейссом и мистером Лоуренсом; Шон Демпси взял роль анимационного режиссёра, Уильям Рейсс был главным раскадровщиком. Впервые данная серия была показана 17 февраля 2001 года в США на телеканале «Nickelodeon».
По словам Джея Лендера, Уильям Рейсс сыграл главную роль в сценарии данной серии. Больше всего Лендера удивила созданная Биллом сцена с приходом Боба к злому Патрику, где тот говорит: «Не могу увидеть свой лоб». Он сказал: «Билл делал это очень хорошо, поэтому он писал фантастические вещи для Губки и Патрика. Восприимчивость Билла повлияла на меня, потому что я помню, что чувствовал себя странно после совместного создания таких серий, как „Я ваш поклонник“ и „Крабсовая любовь“».
Серия «Красивые котлетки» была выпущена на DVD-диске «SpongeBob Goes Prehistoric» 9 марта 2004 года. Она также вошла в состав DVD «SpongeBob SquarePants: The Complete 2nd Season», выпущенного 19 октября 2004 года, и «SpongeBob SquarePants: The First 100 Episodes», выпущенного 22 сентября 2009 года и состоящего из всех эпизодов с первого по пятый сезоны мультсериала.

## Отзывы критиков
«Красивые котлетки» получили в целом положительные отзывы от поклонников мультсериала и критиков. На сайте «IMDb» серия имеет оценку 8,8/10. «Красивые котлетки» заняли 26-е место в списке лучших серий мультсериала в рамках мероприятия «The Best Day Ever Marathon», проведённого в 2006 году; в рамках мероприятия «The Ultimate SpongeBob SpongeBash» в 2009 году серия заняла 9-е место среди лучших эпизодов.